# (15,7,3)-Blockplan
Der (15,7,3)-Blockplan ist ein spezieller symmetrischer Blockplan. Um ihn konstruieren zu können, musste dieses kombinatorische Problem gelöst werden: eine leere 15 × 15 - Matrix wurde so mit Einsen gefüllt, dass jede Zeile der Matrix genau 7 Einsen enthält und je zwei beliebige Zeilen genau 3 Einsen in der gleichen Spalte besitzen (nicht mehr und nicht weniger). Das klingt relativ einfach, ist aber nicht trivial zu lösen. Es gibt nur gewisse Kombinationen von Parametern (wie hier v = 15, k = 7, λ = 3), für die eine solche Konstruktion überhaupt machbar ist. In dieser Übersicht sind die kleinsten solcher (v,k,λ) aufgeführt.

## Bezeichnung
Dieser symmetrische 2-(15,7,3)-Blockplan wird Triplane der Ordnung 4 genannt. Gleichzeitig ist er der Hadamard-Blockplan der Ordnung 4.

## Eigenschaften
Dieser symmetrische Blockplan hat die Parameter v = 15, k = 7, λ = 3 und damit folgende Eigenschaften:
- Er besteht aus 15 Blöcken und 15 Punkten.
- Jeder Block enthält genau 7 Punkte.
- Je 2 Blöcke schneiden sich in genau 3 Punkten.
- Jeder Punkt liegt auf genau 7 Blöcken.
- Je 2 Punkte sind durch genau 3 Blöcke verbunden.

## Existenz und Charakterisierung
Es existieren genau fünf nichtisomorphe 2-(15,7,3) - Blockpläne. Diese Lösungen sind:
- Lösung 1 (selbstdual) mit der Signatur 15·112. Sie enthält 105 Ovale der Ordnung 2.
- Lösung 2 (selbstdual) mit der Signatur 8·18, 6·20, 1·24. Sie enthält 24 Ovale der Ordnung 3.
- Lösung 3 (selbstdual) mit der Signatur 12·12, 3·16. Sie enthält 16 Ovale der Ordnung 3.
- Lösung 4 (dual zur Lösung 5) mit der Signatur 8·21, 7·24. Sie enthält 28 Ovale der Ordnung 3.
- Lösung 5 (dual zur Lösung 4) mit der Signatur 14·22, 1·28. Sie enthält 28 Ovale der Ordnung 3.

## Liste der Blöcke
Hier sind alle Blöcke dieses Blockplans aufgelistet; zum Verständnis dieser Liste siehe diese Veranschaulichung
- Lösung 1

```
  1   2   3   5   6   9  11
  2   3   4   6   7  10  12
  3   4   5   7   8  11  13
  4   5   6   8   9  12  14
  5   6   7   9  10  13  15
  1   6   7   8  10  11  14
  2   7   8   9  11  12  15
  1   3   8   9  10  12  13
  2   4   9  10  11  13  14
  3   5  10  11  12  14  15
  1   4   6  11  12  13  15
  1   2   5   7  12  13  14
  2   3   6   8  13  14  15
  1   3   4   7   9  14  15
  1   2   4   5   8  10  15
```

- Lösung 2

```
  1   2   5   7   9  10  11
  5   6   8  10  11  13  15
  2   4   8   9  10  14  15
  1   3   4  10  11  12  15
  1   3   4   5   6   8   9
  1   2   6   7   8  12  15
  2   3   4   6   7  10  13
  3   5   7   8  10  12  14
  2   4   5   6  11  12  14
  3   6   7   9  11  14  15
  1   2   3   8  11  13  14
  1   4   5   7  13  14  15
  2   3   5   9  12  13  15
  4   7   8   9  11  12  13
  1   6   9  10  12  13  14
```

- Lösung 3

```
  1   2   4   5   6   8  15
  2   4   8  11  12  13  14
  1   2   3   6  10  12  14
  1   5   8   9  10  11  14
  1   3   5   7   8  12  13
  2   5   7   9  12  14  15
  1   3   4   9  11  12  15
  3   4   5   6   9  13  14
  3   6   7   8  11  14  15
  4   6   7   8   9  10  12
  1   2   6   7   9  11  13
  5   6  10  11  12  13  15
  2   3   8   9  10  13  15
  2   3   4   5   7  10  11
  1   4   7  10  13  14  15
```

- Lösung 4

```
  1   2   3   4   5   8  10
  2   3   7   8   9  11  13
  3   6   8  10  11  12  14
  1   3   4   6   7   9  12
  1   5   6   8   9  13  14
  2   5   6   7   8  12  15
  1   2   3  12  13  14  15
  3   4   5   6  11  13  15
  4   8   9  10  12  13  15
  2   4   5   9  11  12  14
  1   4   7   8  11  14  15
  1   2   6   9  10  11  15
  1   5   7  10  11  12  13
  2   4   6   7  10  13  14
  3   5   7   9  10  14  15
```

- Lösung 5

```
  1   4   5   7  11  12  13
  1   2   6   7  10  12  14
  1   2   3   4   7   8  15
  1   4   8   9  10  11  14
  1   5   6   8  10  13  15
  3   4   5   6   8  12  14
  2   4   6  11  13  14  15
  1   2   3   5   6   9  11
  2   4   5   9  10  12  15
  1   3   9  12  13  14  15
  2   3   8  10  11  12  13
  3   4   6   7   9  10  13
  2   5   7   8   9  13  14
  3   5   7  10  11  14  15
  6   7   8   9  11  12  15
```

## Inzidenzmatrix
Dies ist eine Darstellung der Inzidenzmatrix dieses Blockplans; zum Verständnis dieser Matrix siehe diese Veranschaulichung
- Lösung 1

```
O O O . O O . . O . O . . . .
. O O O . O O . . O . O . . .
. . O O O . O O . . O . O . .
. . . O O O . O O . . O . O .
. . . . O O O . O O . . O . O
O . . . . O O O . O O . . O .
. O . . . . O O O . O O . . O
O . O . . . . O O O . O O . .
. O . O . . . . O O O . O O .
. . O . O . . . . O O O . O O
O . . O . O . . . . O O O . O
O O . . O . O . . . . O O O .
. O O . . O . O . . . . O O O
O . O O . . O . O . . . . O O
O O . O O . . O . O . . . . O
```

- Lösung 2

```
O O . . O . O . O O O . . . .
. . . . O O . O . O O . O . O
. O . O . . . O O O . . . O O
O . O O . . . . . O O O . . O
O . O O O O . O O . . . . . .
O O . . . O O O . . . O . . O
. O O O . O O . . O . . O . .
. . O . O . O O . O . O . O .
. O . O O O . . . . O O . O .
. . O . . O O . O . O . . O O
O O O . . . . O . . O . O O .
O . . O O . O . . . . . O O O
. O O . O . . . O . . O O . O
. . . O . . O O O . O O O . .
O . . . . O . . O O . O O O .
```

- Lösung 3

```
O O . O O O . O . . . . . . O
. O . O . . . O . . O O O O .
O O O . . O . . . O . O . O .
O . . . O . . O O O O . . O .
O . O . O . O O . . . O O . .
. O . . O . O . O . . O . O O
O . O O . . . . O . O O . . O
. . O O O O . . O . . . O O .
. . O . . O O O . . O . . O O
. . . O . O O O O O . O . . .
O O . . . O O . O . O . O . .
. . . . O O . . . O O O O . O
. O O . . . . O O O . . O . O
. O O O O . O . . O O . . . .
O . . O . . O . . O . . O O O
```

- Lösung 4

```
O O O O O . . O . O . . . . .
. O O . . . O O O . O . O . .
. . O . . O . O . O O O . O .
O . O O . O O . O . . O . . .
O . . . O O . O O . . . O O .
. O . . O O O O . . . O . . O
O O O . . . . . . . . O O O O
. . O O O O . . . . O . O . O
. . . O . . . O O O . O O . O
. O . O O . . . O . O O . O .
O . . O . . O O . . O . . O O
O O . . . O . . O O O . . . O
O . . . O . O . . O O O O . .
. O . O . O O . . O . . O O .
. . O . O . O . O O . . . O O
```

- Lösung 5

```
O . . O O . O . . . O O O . .
O O . . . O O . . O . O . O .
O O O O . . O O . . . . . . O
O . . O . . . O O O O . . O .
O . . . O O . O . O . . O . O
. . O O O O . O . . . O . O .
. O . O . O . . . . O . O O O
O O O . O O . . O . O . . . .
. O . O O . . . O O . O . . O
O . O . . . . . O . . O O O O
. O O . . . . O . O O O O . .
. . O O . O O . O O . . O . .
. O . . O . O O O . . . O O .
. . O . O . O . . O O . . O O
. . . . . O O O O . O O . . O
```

## Zyklische Darstellung
Es existiert eine zyklische Darstellung (Singer-Zyklus) für Lösung 1 dieses Blockplans, sie ist isomorph zur obigen Liste der Blöcke. Ausgehend von dem dargestellten Block erhält man die restlichen Blöcke des Blockplans durch zyklische Permutation der in ihm enthaltenen Punkte.
- Lösung 1

```
  1   2   3   5   6   9  11
```

## Oval
Ein Oval des Blockplans ist eine Menge seiner Punkte, von welcher keine drei auf einem Block liegen. Hier sind Beispiele von Ovalen maximaler Ordnung dieses Blockplans (in jeder Zeile ist ein Oval durch die Menge seiner Punkte dargestellt):
- Lösung 1

```
  1   2
```

- Lösung 2

```
  1   2   4
```

- Lösung 3 (sämtliche Ovale)

```
  2   4   9
  2   5  13
  2   7   8
  2  11  15
  3   4   8
  3   5  15
  3   7   9
  3  11  13
  4   5  12
  4   6  11
  5   6   7
  6   8  13
  6   9  15
  7  11  12
  8  12  15
  9  12  13
```

- Lösung 4

```
  1   2   7
```

- Lösung 5

```
  1   2  13
```